# Mighty Car Mods
Mighty Car Mods (anciennement Mighty Mods) est une chaîne YouTube en anglais consacrée à la modifications de voitures et au bricolage. Elle a été créée par Blair Joscelyne et Martin Mulholland, connus respectivement sous les noms de MOOG et Marty. Son premier épisode a été publié le 9 janvier 2008.
Chaque épisode est centré sur l'achat d'une voiture et la modification de celle-ci dans le style automobile Aussie.
La chaîne a évolué, devenant plus une série d'aventures avec des tournages à l'étranger. En 2018, MOOG et Marty ont ouvert avec deux restaurateurs un restaurant et bar à cocktails à Sydney, nommé Wish Bone et fermé fin 2019.

## Histoire
Le duo de Mighty Car Mods, Blair Joscelyne (MOOG) et Martin Mulholland (Marty), se sont rencontrés en 2005, tout en travaillant dans un studio d'enregistrement, où ils ont découvert leur passion commune pour les voitures, à la suite d'un incident lors d'un trajet réalisé ensemble entre leur domicile et leur travail. La série a débuté en janvier 2008, lorsque Marty a demandé à MOOG s'il voulait que sa Daihatsu Cuore de 2001 soit réparée. Ce fut la naissance de leur série. Mighty Car Mods a été initialement intitulé Clean & Green Car et était destiné à être porté autour de petites voitures économiques avec un accent sur la durabilité. La chaîne a commencé à être bien connue de YouTube sous le nom de Mighty Mods, avant de finalement changer pour Mighty Car Mods.

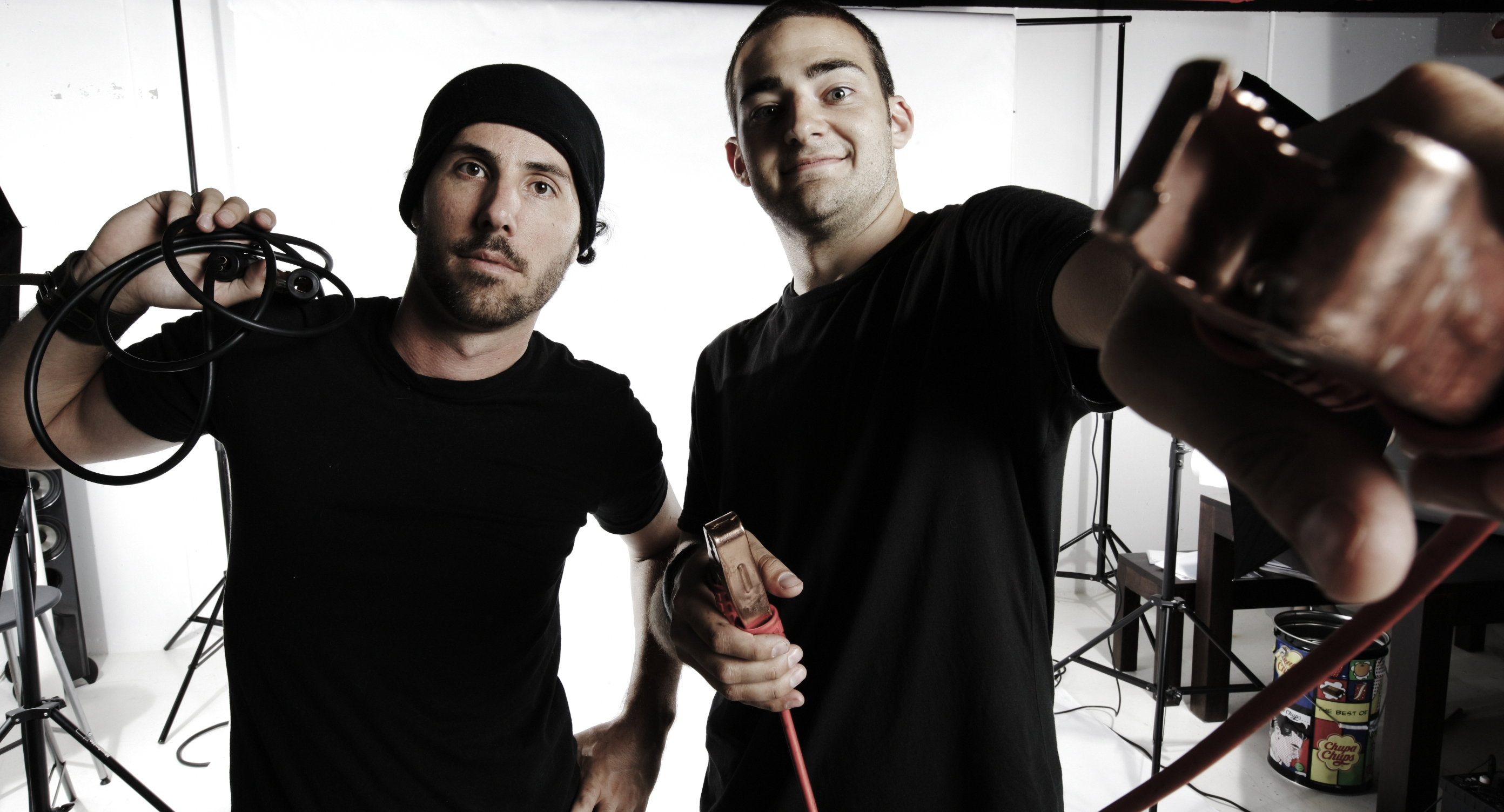
MOOG (à gauche) et Marty (à droite)

## Format
La durée de chaque épisode varie de 5 à 60 minutes, mais est le plus souvent d'environ 15 minutes. La série est filmée avec une série d'appareils photo comprenant les Canon EOS 7D, 60D, 5D, JVC HM100 ainsi que plusieurs caméras GoPro. La série est filmée dans l'allée de la maison de la mère de Marty, dans son garage et dans un hangar à l'ouest de Sydney. MOOG et Marty sont des mécaniciens amateurs sans formation officielle en mécanique automobile. Ainsi, pour des tâches plus complexes, ils font appel à des experts de l'industrie automobile, dont la plupart sont membres du forum en ligne Mighty Car Mods.
Chaque épisode commence par un générique introductif semi-animé créé par Gavin Tyrell. MOOG et Marty présente ensuite brièvement le sujet de l'épisode. Au cours des saisons précédentes, l’introduction présentait de nombreux faits marquants des épisodes précédents. Le terme "mad" ("fou" en français) attribué à Marty et d'autres exagérations sont souvent attribués à la série dans la culture pop australienne. Au fil des saisons, le format général des épisodes a été le suivant : acheter une voiture, modifier cette voiture, et ainsi de suite. À partir de la saison 3, après le générique de fin, certains épisodes se terminent avec des gaffes et des prises amusantes arrivées pendant le tournage.
Certains épisodes spéciaux tels que How to Zombie-Proof your car, Turbos and Temples (leur premier long-métrage), Kei to the City and Chasing Midnight (respectivement leur deuxième et troisième long-métrage) ont reçu des critiques positives à travers dans le monde. Deux mini-séries Lend us a Ride, Mod Max et le « subway challenge » ont été filmés en parallèle avec leur format régulier de la série.
Les dates de diffusion des nouveaux épisodes varient car MOOG et Marty n'ont de temps pour leur passion Mighty Car Mods que le week-end. En effet, ils ont des emplois à temps plein du lundi au vendredi. MOOG est un compositeur de musique, musicien et producteur, tandis que Marty est un ingénieur du son en studio d'enregistrement.
En 2015, le principal lieu de tournage a été changé pour de l'atelier dont le lieu n'a pas été divulgué, étant donné que les précédents lieux de tournage privés avait été découverts et attiraient de trop nombreux fans, perturbant ainsi le tournage et la vie quotidienne des producteurs et de leur famille.
Ces dernières années, pour le jour de Noël, ils ont publié des films de plusieurs heures beaucoup plus travaillés que les vidéos classiques, avec une bande son dédiée, en remerciement à leurs fans et en soutien à ceux qui passent Noël seuls.

## Membres
Mighty Car Mods est réalisé par Blair Joscelyne et Martin Mulholland. Joscelyne a choisi d'utiliser son nom d'artiste musical (MOOG) pour la série. MOOG compose et produit l'intégralité du contenu musical de la série, jouant plusieurs instruments lui-même. Marty est un guitariste accompli et participe à la production pendant les sessions d'enregistrement.
MOOG est un compositeur et producteur de musique, dont la musique peut être entendue dans plusieurs publicités de différentes marques telles que Telstra, Arnotts, Optus, Amex, Ford, BMW, Coles Supermarkets, Lovable Lingerie, IBM, L'Oréal, Heinz, OPSM, Subaru, Origine, Lexus, Jetstar, Touchstone Pictures, Visa Inc, Mazda, Cascade Brewery, Discovery Channel, 1800Reverse, Renault, Wrigley Company et le Village Cinemas. Il a sorti plusieurs albums solo et il a été impliqué dans différents groupes, des projets musicaux et des activités de bruitage.
Marty travaille dans l'industrie musicale et est ingénieur du son de métier. À l'origine, débutant comme un prodige du fer à souder dans la série, Marty s'est illustré pour son expertise technique et son approche pratique de la mécanique.
Les deux membres du groupes sont ambassadeurs de l'association ReachOut, qui apporte un soutien aux jeunes personnes souffrant de problèmes de santé mentale, et à laquelle ils font régulièrement des dons personnels ou par leur chaîne YouTube.
En octobre 2023, Moog est recruté pour co-animer l'émission Top Gear Australia pour une série de 8 épisodes pour Paramount+, avec Beau Ryan et Jonathan LaPaglia, produite par la BBC Australia, avec une diffusion en 2024.

## Réception
Mighty Car Mods a reçu l'attention de diverses sources, notamment pour leurs épisodes spéciaux How to Zombie-Proof your car,. De nombreuses sources les citent comme étant incroyablement drôles, instructifs et peuvent même sauver des vies (dans le cas d'une apocalypse de zombies). Leur premier long-métrage intitulé Turbos and Temples a été bien reçu par les critiques et les fans de l'automobile, quand il a été diffusé en avant-première sur la chaîne Hoyts Cinéma, la chaîne Studios Fox à Sydney en Australie. Le film continue d'attirer de nombreux visiteurs sur YouTube, avec plus de 2,2 millions de vues. Leur deuxième long-métrage Kei to the City a attiré un accueil enthousiaste avec plus de 3,1 millions de vues sur YouTube.
Mighty Car Mods a attiré l'attention au Salon Australien de l'Automobile, un show populaire de voitures modifiées apparu à travers le pays, à la manière du Salon Auto de Tokyo. Ils ont participé à chacun des shows à travers le pays, y compris en montrant leur propre voiture d'exposition, la Mighty Mira, qui a gagné. Les modifications apportées sur cette voiture se sont étalées sur une année et sur trois épisodes, dont certains étant leurs épisodes les plus vus.

## Partenariats promotionnels
Au fil des années, la chaîne est sponsorisée par plusieurs marques d'équipements automobiles, d'outils de bricolage ou encore d'industriels tels que GFB Performance, Recaro, Castrol, Supercheap Auto, Haltech, Bridgestone, Ryobi, Century,, Michelin et Garmin. Le sponsor WD-40 a fait une édition spéciale Mighty Car Mods de leur produit où Marty et MOOG figurent sur leurs pulvérisateurs de produit dégrippant.
Sur différentes saisons, Mighty Car Mods a réalisé des véhicules promotionnels pour des publicités, films ou jeux vidéo :
- Nissan Silvia S15 / V8 LS1 (2015) pour Mad Max: Fury Road, réutilisée pour une publicité SuperCheap Auto en 2016 ;
- Nissan 350Z (2017) pour le jeu Need for Speed Payback ;
- Toyota Cresta dragster[18] (2017) pour le film Transformers: The Last Knight ;
- Holden HQ pour la publicité Oil country de Supercheap Auto (2018) ;
- Subaru Outback/Legacy pour une autre publicité de Supercheap Auto (2019) ;
- BMW E30 V8 LS3 pour la sortie du jeu vidéo Call of Duty: Black Ops Cold War (2020).